# Huwaida Arraf
Huwaida Arraf  (Detroit, febrero de 1976) es una activista y abogada palestino-estadounidense que cofundó el  International Solidarity Movement (ISM), una organización liderada por palestinos que utiliza protestas no violentas y presión internacional para apoyar a los palestinos.

## Biografía
Arraf nació de padres cristianos palestinos. Su madre es de la ciudad cisjordana de Beit Sahour y su padre de Mi'ilya, un consejo local en el norte de Israel. Según la ley israelí, tiene la ciudadanía israelí a través de su padre, un ciudadano palestino de Israel. Sus padres se mudaron de Cisjordania a Detroit, Míchigan, el lugar de nacimiento de Arraf, para poder criarla lejos de la violencia en Cisjordania. Ella y sus padres pudieron visitar Israel cada pocos años hasta que Arraf cumplió diez años.
Arraf se especializó en estudios árabes y judaicos y ciencias políticas  en la Universidad de Míchigan. Pasó un año en la Universidad Hebrea de Jerusalén y estudió hebreo en un kibutz. Más tarde obtuvo un doctorado en Jurisprudencia de la Facultad de Derecho de Washington de la Universidad Americana. Se centró en los Derechos humanos internacionales y el Derecho humanitario, con especial interés en el enjuiciamiento de crímenes de guerra.
Como estudiante de derecho, realizó investigaciones para el Public International Law and Policy Group, que brinda asistencia legal gratuita a gobiernos involucrados en conflictos. Arraf también trabajó con la Clínica de Derecho Internacional de Derechos Humanos de la Facultad de Derecho de Washington, donde representó a clientes ante la Comisión Interamericana de Derechos Humanos en cuestiones que van desde los derechos de las tierras indígenas hasta los secuestros transfronterizos y las entregas irregulares.

## Carrera
En la primavera de 2000, Arraf viajó a Jerusalén, Israel, para trabajar como coordinador de programas de Seeds of Peace, una organización sin fines de lucro con sede en Estados Unidos que busca fomentar el diálogo entre jóvenes judíos y palestinos.
En 2001, Arraf trabajó en el Centro para la Convivencia en Jerusalén como coordinador regional. 

### International Solidarity Movement
El International Solidarity Movement  (ISM) es un movimiento liderado por palestinos comprometido a resistir lo que denomina "la opresión y el despojo sistemáticos y arraigados desde hace mucho tiempo de la población palestina, utilizando métodos y principios no violentos de acción directa".
En abril de 2001, mientras vivía en los territorios palestinos ocupados, Arraf fundó el ISM con miembros del Holy Land Trust y el Centro de Acercamiento para centrar la atención internacional en la opresión de los palestinos  
Desde su creación, más de 3000 voluntarios de docenas de países se han unido al ISM para controlar los abusos contra los derechos humanos en la Palestina ocupada. En 2003 y 2004 la organización fue nominada para el Premio Nobel de la Paz. 
"La Intifada palestina, el 'levantamiento por la libertad', tiene que ser una lucha internacional...", dice Arraf. "Es una lucha por la libertad, una lucha por la dignidad humana básica y los derechos humanos. Cualquiera que crea en la libertad, que crea en la justicia, que crea en la igualdad para todas las personas sin base a la religión o la nacionalidad, puede unirse a la lucha.

### Flotilla de la Libertad de Gaza

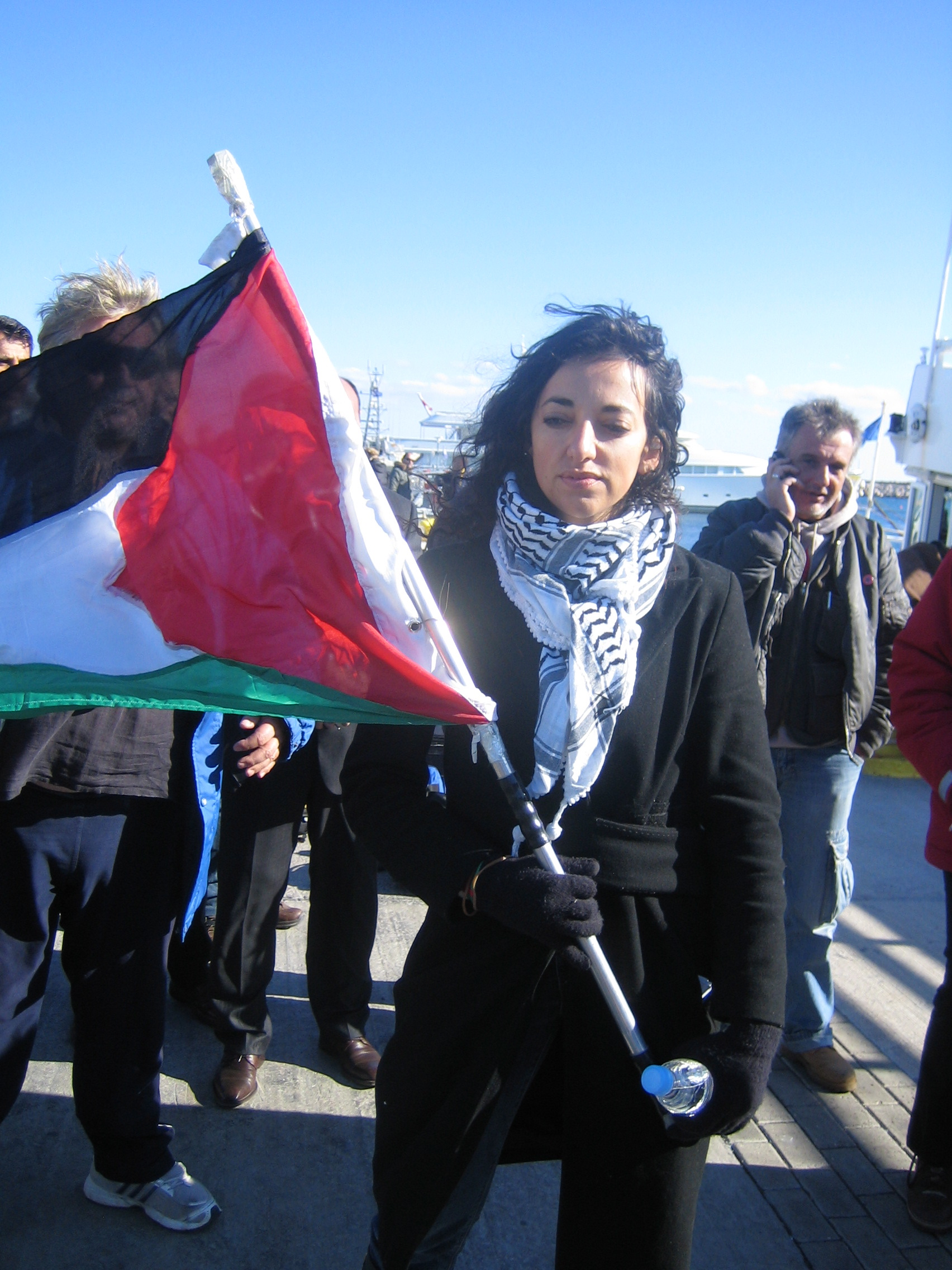
Huwaida Arraf, antes de la salida del Spirit of Humanity

Arraf era la presidenta del Movimiento Gaza Libre, la organización detrás de las Flotillas de la Libertad de Gaza, una serie de grupos de barcos que transportaban activistas propalestinos que se organizaron para romper el bloqueo naval israelí de la Franja de Gaza. Estuvo a bordo de los barcos Free Gaza de 2008, así como de la flotilla de 2010 que fue asaltada por comandos israelíes el 31 de mayo. Usando un teléfono satelital a bordo, Arraf declaró que su plan era que los barcos siguieran dirigiéndose hacia Gaza «hasta que inutilizaran nuestros barcos o se subieran a bordo».
En el momento de la incursión, Arraf estaba a bordo del Challenger 1, uno de los barcos más pequeños (30 pies) de la flotilla. El jueves 3 de junio de 2010, dio su versión de los hechos en el Challenger 1 en una entrevista en Democracy Now.
Arraf renunció a este cargo en octubre de 2012 después de que se aprobara una nueva junta el 17 de septiembre de 2012. Su renuncia se produjo poco antes de una polémica por un tuit supuestamente antisemita publicado por la activista estodunidense Greta Berlin en la cuenta oficial de Twitter del Movimiento Gaza Libre. Arraf calificó el tuit de Berlin de «ofensivo», pero se negó a responder a una pregunta que le hizo Avi Mayer, miembro del personal de la Agencia Judía para Israel, sobre si su partida estaba relacionada con ella.
En julio de 2025, Arraf se unió a una nueva misión de la Flotilla de la Libertad de Gaza, una misión marítima civil organizada por la Coalición de la Flotilla de la Libertad (FFC) para desafiar el bloqueo naval israelí de Gaza y entregar ayuda humanitaria. Entre el 26 y el 27 de julio, las Fuerzas de Defensa de Israel capturaron el barco, lo remolcaron hasta el puerto israelí de Asdod, detuvieron a los activistas y aseguraron que serían deportados a sus respectivos países. Arraf, que tiene ciudadanía israelí, fue liberada tras ser interrogada y no fue deportada.

### Campaña del Congreso 2022
En noviembre de 2021, Arraf declaró su candidatura para el décimo distrito del Congreso de Míchigan en las elecciones de 2022 .  
Arraf quedó cuarto en las primarias del Partido Demócrata de cinco candidatos celebradas en agosto de 2022, perdiendo la nominación ante Carl Marlinga. 

## Vida personal
Arraf se casó con Adam Shapiro, otro cofundador de ISM, en 2002. Se conocieron mientras ambos trabajaban en el centro de Semillas de Paz en Jerusalén . 

## Obras
Ghassan Andoni, Huwaida Arraf, Nicholas Blincoe, Hussein Khalili, Marissa McLaughlin, Radhika Sainath, Josie Sandercock, eds. (2004). Peace Under Fire: Israel, Palestine and the International Solidarity Movement. Editorial Verso. ISBN 9781844675012.